# L'Impossible Isabelle
Pour les articles homonymes, voir Valse d'amour.
Pour plus de détails, voir Fiche technique et Distribution.
L'Impossible Isabelle (titre original : La nonna Sabella) est un  film franco-italien, réalisé par Dino Risi, sorti en 1957. 
Le film est une adaptation du roman La nonna Sabella de Pasquale Festa Campanile et a pour principaux interprètes Peppino De Filippo, Sylva Koscina, Tina Pica. Il a remporté la coquille d'or au Festival international du film de Saint-Sébastien 1957.

## Synopsis
Raphaël, jeune ingénieur, revient dans son village natal au chevet de sa grand-mère mourante, Isabelle. Celle-ci se porte en réalité à merveille, c'était une ruse afin d'obtenir le retour de son petit-fils car elle souhaite le voir épouser une riche héritière, Evelyne. Raphaël se plie à son désir et courtise Evelyne, mais il est nettement plus attiré par la séduisante Lucie, une amie d'enfance. En dépit de l'argent et de l'opposition d'Isabelle, il finira par se marier avec Lucie.

## Fiche technique
- Titre original : La nonna Sabella
- Réalisateur : Dino Risi
- Assistant-réalisateur : Vito Minore
- Scénario : Dino Risi, Pasquale Festa Campanile, Massimo Franciosa et Ettore Giannini
- Photographie : Tonino Delli Colli
- Montage : Mario Serandrei
- Musique : Michele Cozzoli
- Direction musicale : Luigi Urbini
- Décors : Piero Filippone
- Costumes : Beni Montresor
- Producteur : Silvio Clementelli (it)
- Directeur de production : Aldo Pomilia
- Sociétés de production : Compagnia Cinematografica, Franco London Films et Titanus
- Pays de production :  Italie,  France
- Langue de tournage : Italien
- Format : Noir et blanc — 35 mm — 1,37:1 — Son : Mono
- Genre : Comédie, Comédie à l'italienne
- Durée : 89 minutes (1 h 29)
- Dates de sortie :
  - Italie : 21 juillet 1957 (Festival international du film comique et humoristique de Bordighera) | 26 juillet 1957 (Rencontre cinématographique internationale de Messine et de Taormine) | 29 août 1957 (Rome)
  - Portugal : 26 décembre 1957
  - Espagne : 13 janvier 1958
  - France : 3 juillet 1959

## Distribution
- Tina Pica (V.F : Germaine Kerjean) : Nonna Sabella
- Peppino De Filippo : Emilio
- Sylva Koscina  (V.F : Nadine Alari) : Lucia
- Renato Salvatori (V.F : Michel Roux) : Raffaele Rizzullo
- Rossella Como : Evelina Mancuso
- Paolo Stoppa : Avocat d'Emilio Mancuso
- Dolores Palumbo  (V.F : Helene Tossy) : Carmelina
- Renato Rascel : Don Gregorio
- Mimo Billi : Eusebio
- Agnese De Angelis : Signora Rizzullo
- Mario Ambrosino
- Liana Ferri
- Eugenio Galadini
- Gorella Gori
- Edoardo Guerrera
- Fausto Guerzoni
- Mara Maryl (créditée Mara Ombra)
- Gina Mascetti
- Nino Vingelli
- Rita Toscano

## Récompenses et distinctions
- 1957 : Coquille d'or au Festival international du film de Saint-Sébastien
- 1957 : Ulivo d'oro au Festival international du film comique et humoristique de Bordighera